# Hear ’n Aid
Hear ’n Aid – projekt charytatywny zorganizowany w 1985 przez Ronniego Jamesa Dio, z inicjatywy Jimmy’ego Baina i Viviana Campbella z zespołu Dio, w celu zebrania środków na pomoc głodującej Afryce. Wokalista zebrał ponad 40 znanych wykonawców heavy metalu, którzy nagrali singiel „Stars”. Utwór ten oraz osiem innych piosenek, z których kilka zostało napisanych przez artystów, którzy nie mogli uczestniczyć w sesji nagraniowej singla, wydano na płycie długogrającej pod tytułem Hear ’n Aid.
Nagranie singla zostało dokonane w dniach 20–21 maja 1985 w Sound City Studios, płyta ukazała się 1 stycznia 1986. Do singla nagrano również teledysk.
Singiel „Stars” osiągnął 26. miejsce na brytyjskiej liście singli w kwietniu 1986. W ciągu pierwszego roku zebrał milion dolarów. W 2017 żona Ronniego Jamesa Dio, Wendy, oszacowała, że łącznie projekt zarobił ponad 3 miliony dolarów. Środki zebrane w ramach projektu Hear 'n Aid zostały wykorzystane na zakup i wysyłkę maszyn rolniczych.

## Lista utworów
| Nr | Tytuł utworu            | Wykonawcy                   | Autorzy                                                      | Długość |
| -- | ----------------------- | --------------------------- | ------------------------------------------------------------ | ------- |
| 1. | „Stars”                 | Hear 'n Aid                 | (Dio, Campbell, Bain)                                        | 7:15    |
| 2. | „Up to the Limit”       | Accept                      | (Hoffmann, Kaufmann, Baltes, Fischer, Dirkschneider, Deaffy) | 5:01    |
| 3. | „On the Road”           | Motörhead                   | (Burston, Kilmister, Campbell, Gill)                         | 4:55    |
| 4. | „Distant Early Warning” | Rush                        | (Lifeson, Lee, Peart)                                        | 5:06    |
| 5. | „Heaven’s on Fire”      | Kiss                        | (Stanley, Child)                                             | 4:21    |
| 6. | „Can You See Me”        | The Jimi Hendrix Experience | (Jimi Hendrix)                                               | 2:27    |
| 7. | „Hungry for Heaven”     | Dio                         | Dio, Bain                                                    | 4:43    |
| 8. | „Go for the Throat”     | Y&T                         | (Meniketti, Alves, Kennemore, Haze)                          | 4:32    |
| 9. | „The Zoo”               | Scorpions                   | (Schenker, Meine)                                            | 6:14    |
|    |                         |                             |                                                              | 44:34   |

## Muzycy
Muzycy, którzy wzięli udział w nagraniu singla Stars

### Wokaliści
- Ronnie James Dio (Dio, ex-Rainbow, ex-Black Sabbath, ex-Elf)
- Dave Meniketti (Y&T)
- Rob Halford (Judas Priest)
- Kevin DuBrow (Quiet Riot)
- Eric Bloom (Blue Öyster Cult)
- Paul Shortino (ex-Quiet Riot, Rough Cutt)
- Geoff Tate (Queensryche)
- Don Dokken (Dokken)

### Śpiew towarzyszący
- Tommy Aldridge
- David Alford (ex-Rough Cutt)
- Carmine Appice (ex-Vanilla Fudge, ex-Ozzy Osbourne)
- Mick Brown (Dokken)
- Amir Derakh (ex-Rough Cutt)
- Chris Hager (Rough Cutt)
- Chris Holmes (ex-W.A.S.P, Psycho Squad, Animal, Sister)
- Blackie Lawless (W.A.S.P, ex-New York Dolls, ex-Sister)
- Vince Neil (Mötley Crüe)
- Ted Nugent (Amboy Dukes, Damn Yankees, Damnocracy)
- Jeff Pilson (ex-Dio, Dokken, Flesh And Blood, M.S.G, Lynch-Pilson)
- David St. Hubbins (Spinal Tap)
- Rudy Sarzo (ex-Quiet Riot)
- Derek Smalls (Spinal Tap)
- Matt Thorr (Rough Cutt)
- Mark Stein (Vanilla Fudge)

### Gitarzyści
- Dave Murray – (Iron Maiden)
- Adrian Smith – (Iron Maiden)
- Craig Goldy (Dio)
- Eddie Ojeda (Twisted Sister, Prisoner Of War)
- Vivian Campbell (ex-Dio, Def Leppard, Whitesnake)
- Brad Gillis (ex-Ozzy Osbourne, Night Ranger)
- Neal Schon (Journey)
- George Lynch (ex-Dokken, Lynch Mob, Lynch-Pilson)
- Yngwie Malmsteen
- Carlos Cavazo (ex-Quiet Riot)
- Donald „Buck Dharma” Roeser (Blue Öyster Cult)
- Mick Mars (Mötley Crüe)

### Perkusiści
- Vinny Appice (Black Sabbath, ex-Dio)
- Frankie Banali (ex- W.A.S.P, Quiet Riot)

### Basiści
- Jimmy Bain (ex-Rainbow, ex-Dio)

### Klawisze
- Claude Schnell (ex-Dio, ex-Rough Cutt)

## Nagrania Audio i Wideo
- Hear ’n Aid: The Sessions VHS, 1986
- Stars album, 1986